# Гірський перевал

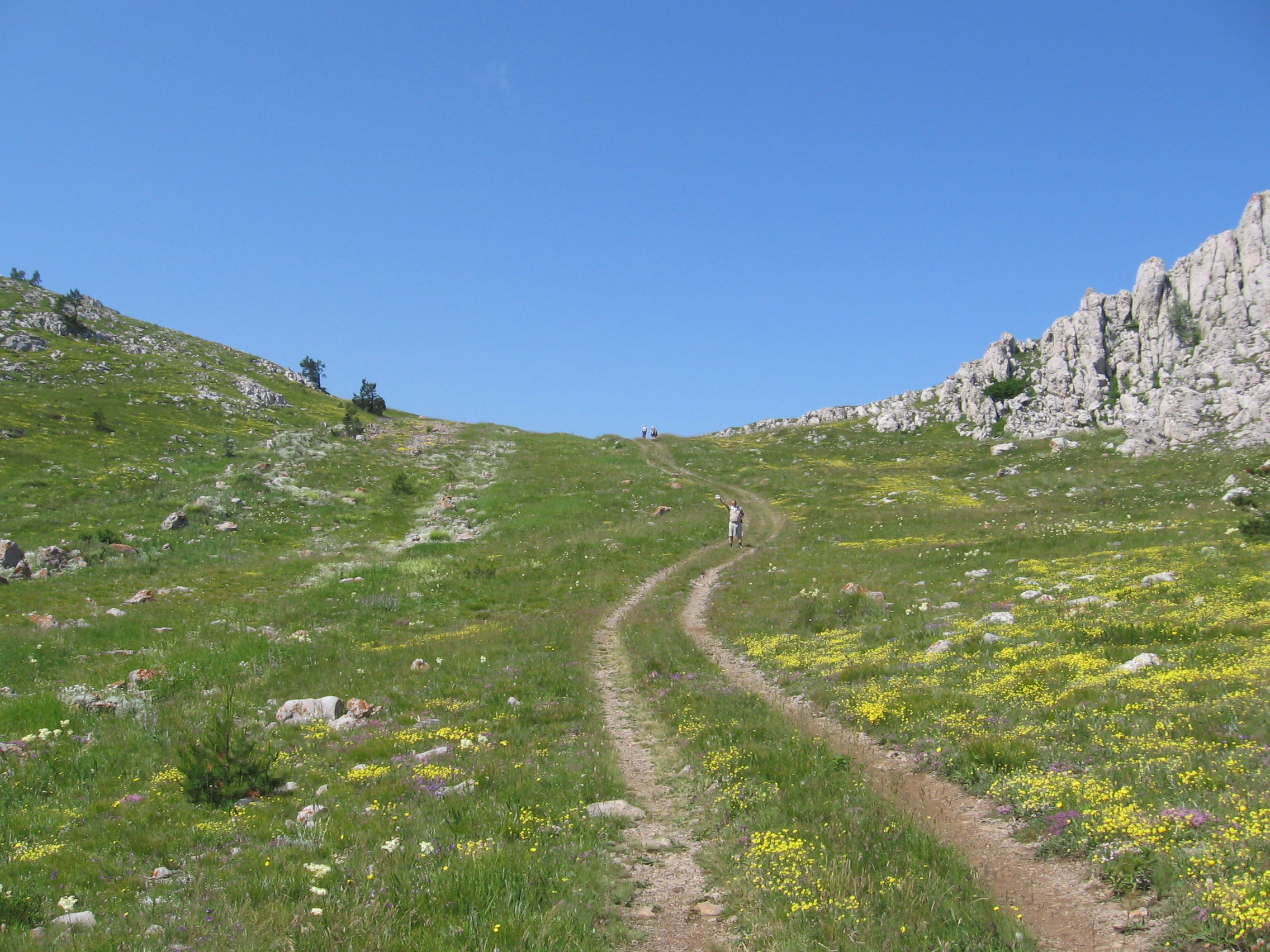
Україна. Гірський перевал у Криму, Бабуган-яйла

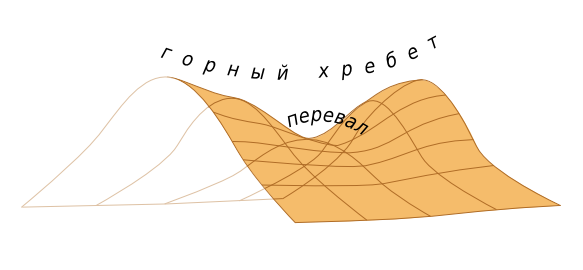
Топологічна модель перевалу

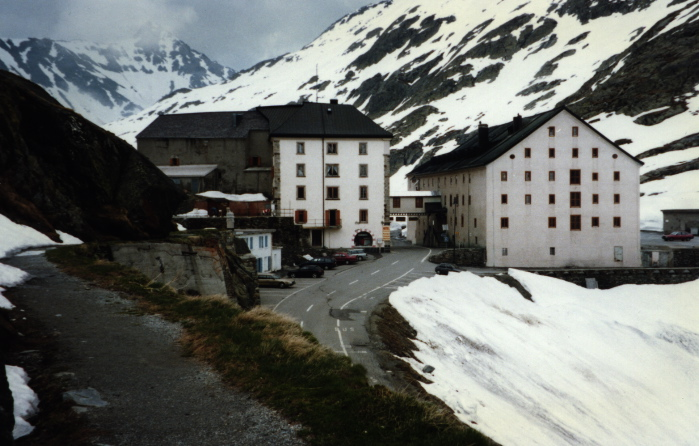
Італія, Альпи. Перевал Великий Сен-Бернар (на першому плані — давня дорога через гори), червень

Перева́л — найнижче, доступне і безпечне для переходу місце в гребні гірського хребта, масиву чи іншого вододілу. 

## Загальний опис
З погляду топографії, перевалом є сідловина між двома висотами (горами). На лінії, що з'єднує ці висоти, перевал — це найнижча точка поверхні, а на перпендикулярі (в плані) — найвища. Зазвичай, перевал є найвищою за абсолютною висотою точкою шляху з долини в долину.
Через перевали часто проходять пішохідні та в'ючні стежки, автомобільні, залізничні та інші шляхи. Верхня частина перевалу — часто єдине рівне (і сухе) місце в горах, тому на багатьох перевалах здавна будували башти, замки або навіть невеличкі населені пункти. З військового погдяду перевал може бути стратегічно важливим об'єктом.
В Українських Карпатах прокладено автомобільші шляхи й залізниці через Яблуницький перевал та Ужоцький перевал, шосе — через Верецький перевал, Вишківський перевал та чимало інших. У Кримських горах збудовано шосе з тролейбусною лінією через Ангарський перевал.

## Класифікація перевалів
За доступністю переміщення в різні пори року розрізняють перевали цілорічного і сезонного функціонування.
У спортивному туризмі перевали класифікують за категоріями складності прохождення його туристами. Категорія складності визначається за висотою перевалу, крутизною схилів тощо. Виділяють 3 категорії складності перевалів, кожна з яких має підкатегорії А і Б. Найпростіша категорія — 1А, найважча — 3Б. Перевали, складність яких нижче 1А, називають некатегорійними (н/к). Перевали, складність яких збільшена (наприклад внаслідок заледеніння, снігопаду тощо) позначають «зірочкою» — 2А*.